# Novo Selo (Vrnjačka Banja)
Novo Selo (em cirílico: Ново Село) é uma vila da Sérvia localizada no município de Vrnjačka Banja, pertencente ao distrito de Ráscia, na região de Ráscia. A sua população era de 4430 habitantes segundo o censo de 2011.

## Demografia
| 1948 | 1953 | 1961 | 1971 | 1981 | 1991 | 2002 | 2011 |
| ---- | ---- | ---- | ---- | ---- | ---- | ---- | ---- |
| 2244 | 2340 | 2421 | 2651 | 3168 | 3619 | 3952 | 4430 |